# Reino de Ayutthaya
El reino de Ayutthaya rigió en Tailandia entre 1351 y 1767. El rey Ramathibodi I (U Thong) fundó la capital Ayutthaya (อยุธยา) en 1350 y absorbió en 1376 a Sukhothai, 640 kilómetros al norte. Durante los siguientes cuatro siglos, el reino se expandió para convertirse en la nación de Siam, con sus fronteras siguiendo aproximadamente las fronteras de Tailandia moderna, excepto en el norte, por el Reino de Lannathai. Ayutthaya fue amistosa al comercio extranjero, ya sea chino, indio, japonés o persa, y posteriormente portugués, español, neerlandés, británico y francés, permitiéndoles establecer poblaciones fuera de los muros de la ciudad. La corte del Rey Narai (1656-1688) tuvo fuertes contactos con la corte del Rey Luis XIV de Francia, cuyos embajadores compararon la ciudad en tamaño y riqueza con París.

## Resumen histórico

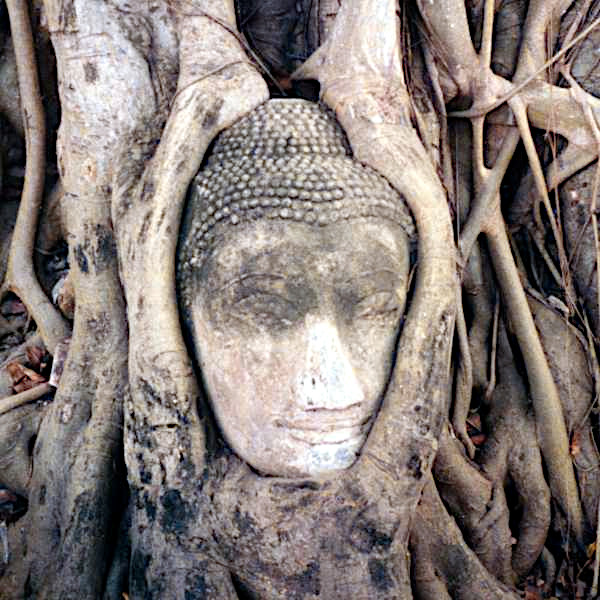
Cabeza de Buda rodeada por una higuera en Wat Mahathat, Parque histórico de Ayutthaya.

El estado de Siam, establecido en Ayutthaya, en el valle del río Chao Phraya, se formó alrededor del reino de Lopburi, que fue absorbido. Su crecimiento continuó por la zona sur del centro de gravedad de los pueblos de habla tailandesa. Uthong fue un aventurero supuestamente descendiente de una rica familia de comerciantes chinos que se casó con un miembro de la realeza. En 1350, para huir de la amenaza de una epidemia, trasladó su corte al sur, a los ricos campos de la cuenca del Chao Phraya. En una isla del río, fundó la nueva capital, a la que dio el nombre de Ayutthaya, llamada así en referencia a Ayodhya en el norte de la India, la ciudad del héroe Rāma en la epopeya hindú del Ramayana. U Thong tomó el nombre de Ramathibodi (1350-60).
Ramathibodi intentó unificar su reino. En 1360 declaró el budismo theravada religión oficial de Ayutthaya e hizo traer miembros de una sangha, una comunidad monástica budista, desde Ceilán para establecer nuevas órdenes religiosas y propagar la fe entre sus súbditos. También recopiló un código legal, basado en los Dharmashastra indios (un texto legal hindú) y las costumbres tailandesas que fue la base de la legislación real. Redactado en pali, un idioma indoario cercano al sánscrito y que era el las escrituras del budismo Theravada, este código tenía el vigor de interdicto divino. El código real de Ramathibodi, suplementado con decretos reales, estuvo vigente hasta finales siglo diecinueve.
A finales del siglo XIV se consideraba a Ayutthaya como la principal potencia del sudeste de Asia, pero sin suficiente gente para dominar la región. En el último año de su reinado, Ramathibodi tomó Angkor, en el primero de muchos asaltos victoriosos contra la capital jemer. Estas ofensivas pretendían asegurar la frontera oriental de Ayutthaya adelantándose la expansión vietnamita en el territorio jemer. El reino jemer, por su debilidad, estuvo periódicamente sometido al señorío de Ayutthaya, pero los intentos de mantener el control sobre Angkor fueron frustrados repetidamente. Las tropas tailandesas eran a menudo destinadas a sofocar rebeliones en Sukhothai o a campear contra Chiang Mai, que resistía tenazmente la expansión de Ayutthaya. Finalmente Ayutthaya conquistó el territorio que había pertenecido a Sukhothai y el año después de la muerte de Ramathibodi, su reino fue reconocido como legítimo sucesor de Sukhothai por la recién establecida dinastía Ming.
El Reino Tailandés no era un solo estado unificado, sino una trama de principados con gobierno propio y provincias que tributaban y eran leales al rey de Ayutthaya bajo el sistema mandala. Estos estados eran gobernados por miembros de la familia real de Ayutthaya quienes tenían sus propios ejércitos y se hacían la guerra entre ellos. El rey tenía que estar atento para prevenir alianzas de príncipes en su contra o alianzas con los enemigos de Ayutthaya. Siempre que la sucesión estaba en disputa, los gobernadores principescos reunían a sus fuerzas y se trasladaban a la capital a hacer oír sus reclamos. 
Durante gran parte del siglo XV, las energías de Ayutthaya estaban dirigidas hacia la península malaya, donde el gran puerto comercial de Malaca impugnaba sus reclamos de soberanía. Malaca y otros estados malayos al sur de Tambralinga se habían hecho musulmanes a comienzos del siglo y posteriormente el islam sirvió como símbolo de solidaridad malaya contra los tailandeses. Aunque Ayutthaya no consiguió someter al estado de Malaca, obtuvo el lucrativo control del comercio en el istmo, que atrajo comerciantes chinos de mercancías de especialidad para mercados de lujo en China. 

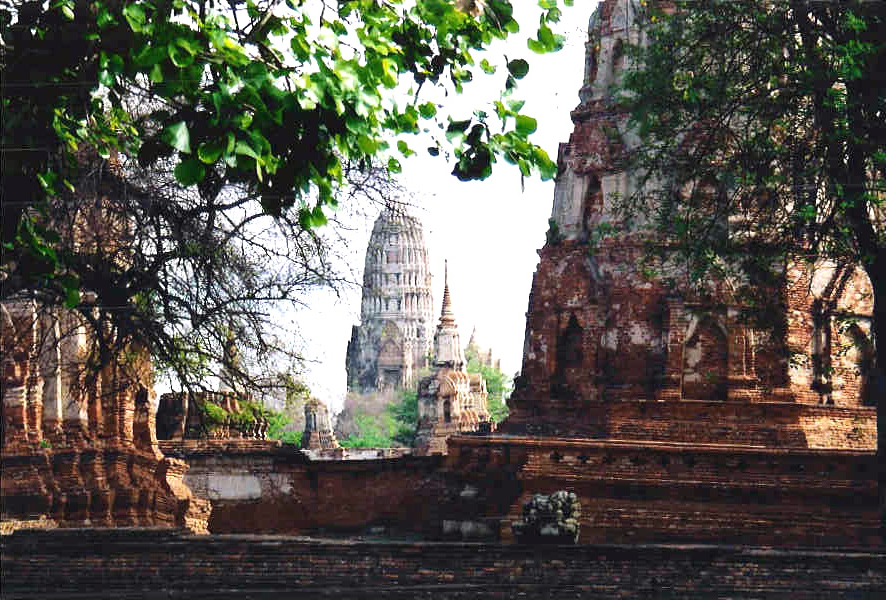
Ruinas de la antigua ciudad de Ayutthaya, después de la invasión birmana.

En 1767 Birmania invadió Siam y destruyó a Ayutthaya completamente y esto terminó una era de una orgullosa Siam. Esta invasión a Siam por la vecina Birmania, la nación más poderosa del sudeste de Asia por aquel entonces, fue una de muchas a lo largo de la historia.

## Reinado tailandés
Los gobernantes tailandeses eran monarcas absolutos con una función parcialmente religiosa. Derivaban su autoridad de cualidades ideales que se decía que tenían. El rey era el modelo moral, que personificaba la virtud de su pueblo y su país vivía en paz y prosperaba por sus acciones meritorios. En Sukhothai, donde se decía que Ramkhamhaeng oía las peticiones de cualquier súbdito que tocaba la campana de la puerta del palacio para llamarlo, el rey era reverenciado por su pueblo como un padre. Pero el aspecto paternal del reinado desapareció en Ayutthaya, donde bajo influencia Jemer, la monarquía se retrajo detrás de una muralla de tabúes y rituales. El rey era considerado chakkraphat, el término sánscrito-pali de príncipe universal que al apegarse a la ley hacía que todo el mundo gire a su alrededor. Así como el dios hindú Shiva era el “señor del universo”, el rey tailandés se convirtió por analogía en “señor de la tierra”, distinto de sus súbditos en su aspecto y orientación. Según la elaborada etiqueta de la corte, se usaba inclusive un idioma especial, el Phasa Ratchasap, para hablar con la realeza o sobre ella.
El rey fue en última instancia reconocido como la encarnación terrenal de Shiva, o devaraja (“rey divino” en sánscrito), y se hizo objeto de un culto político-religioso dirigido por el cuerpo de brahmanes reales que eran parte del séquito budista de la corte. En símbolos budistas, el devaraja era un bodhisattva, es decir una persona que ha conseguido la iluminación y que por compasión renuncia al nirvana para ayudar a otros. La creencia en el reinado divino prevaleció hasta el siglo dieciocho, aunque por aquel entonces sus implicaciones religiosas tenían limitada importancia. El Abbé de Choisy (Francia) que viajó a Ayutthaya en 1685 escribió que “el rey tiene el poder absoluto. Él es verdaderamente el dios de los siameses: nadie osa decir su nombre”. Otro escritor del siglo diecisiete, el neerlandés Van Vliet decía que el rey de Siam era honrado y adorado por sus súbditos más que un dios.
Una de las numerosas innovaciones institucionales del rey Trailok (1448-1488) fue crear el cargo de uparaja, o heredero forzoso, normalmente el mayor de los hijos del rey o un hermano completo. Este era un intento de regularizar la sucesión al trono – una hazaña para una dinastía polígama. En la práctica, había un conflicto inherente entre el rey y uparaja y frecuentes sucesiones disputadas.

## Desarrollo social y político
El rey estaba a la cabeza de una jerarquía política y social altamente estratificada que se extendía por toda la sociedad. Para la sociedad de Ayutthaya la base de la organización era la comunidad de una población, compuesta de familias extendidas. Generalmente el jefe electo llevaba adelante los proyectos comunes. Los títulos de la tierra estaban en manos del jefe a nombre de la comunidad, aunque los campesinos con propiedad podían usar la tierra siempre que la cultivaran.
Con abundantes reservas de tierra cultivable disponible, la viabilidad del estado dependía de la adquisición y control de suficientes recursos humanos para la labranza y la defensa. El espectacular ascenso de Ayutthaya había requerido constantes guerras y el resultado de las batallas generalmente dependía del tamaño de los ejércitos, puesto que ninguno de los participantes poseía una ventaja tecnológica. Después de cada campaña victoriosa, Ayutthaya trasladaba una cantidad de gente conquistada a su propio territorio, donde eran asimilados y sumados a la mano de obra.
Cada hombre libre tenía que registrarse como siervo o “phrai” con el señor local o “nai”, para servicio militar o trabajo obligatorio en obras públicas y en las tierras del oficial a quien era asignado. El phrai podía también cumplir con su obligación de trabajar pagando un impuesto. Si él consideraba que el trabajo forzado para su nai era repugnante, podía venderse como esclavo a otro nai, quien entonces pagaba una suma al gobierno en compensación por el trabajo obligatorio perdido. Hasta un tercio de la mano de obra disponible en el siglo diecinueve estaba compuesta de phrai.
Riqueza, estatus e influencia política estaban interrelacionados. El rey asignaba campos de arroz a gobernadores, comandantes militares y oficiales de la corte en pago por sus servicios a la corona, siguiendo el sistema sakdi na. El tamaño de la parcela de un oficial se determinaba según el número de personas que éste podía mandar a trabajar. La cantidad de mano de obra que un nai podía comandar determinaba su estatus respecto a otros en la jerarquía y en su riqueza. En el ápice de la jerarquía, el rey, quien tenía la mayor cantidad de tierras en el reino, también comandaba la mayor cantidad de phrai, que se llamaban phrai luang (siervo real), quienes pagaban impuestos, servían en el ejército real y trabajaban las tierras de la corona. El rey Trailok estableció parcelas definitivas y phrai para los oficiales reales en cada escalón en la jerarquía, determinando de tal manera la estructura social del país hasta la introducción de salarios para oficiales del gobierno en el siglo diecinueve.
Los chinos y el cuerpo de monjes budistas, denominado “shangha”, al cual podían unirse toda clase de siameses, estaba en parte fuera de este sistema. Los monasterios budistas o “wats”, se convirtieron en centros de educación y cultura siamesa, mientras que en este periodo los chinos empezaban a establecerse en Siam y en poco tiempo empezaron a tomar control de la economía del país: otro viejo problema social. Los chinos no estaban obligados a registrarse para el trabajo obligatorio, por lo que eran libres de viajar por el reino y dedicarse al comercio. Hacia el siglo dieciséis, los chinos controlaban el comercio interior de Ayutthaya y habían tomado puestos importantes en el servicio civil y militar.. La mayor parte de estos hombres tomaban a mujeres tailandesas por esposas, porque pocas mujeres dejaban China para acompañar a los hombres.
Ramathibodi I fue responsable por la redacción del Dharmashastra, un código legal basado en fuentes hindúes y tradiciones tailandesas. El Dharmashastra siguió siendo parte de la ley tailandesa hasta bien entrado el siglo diecinueve. Se introdujo una burocracia basada en la jerarquía de oficiales de rango y título y se organizó la sociedad de una manera que recordaba al sistema de castas de India, aunque no tan estricto.
El siglo dieciséis fue testigo del crecimiento de Birmania, la que bajo una dinastía agresiva, había tomado Chiang Mai y Laos y le hizo la guerra a los tailandeses. En 1569 las fuerzas birmanas junto con rebeldes tailandeses, mayormente miembros de la familia real de Siam, capturaron la ciudad de Ayutthaya y llevaron a toda la familia real a Birmania. Dhammaraja (1569-90), un gobernador tailandés que había ayudado a los birmanos fue colocado como rey vasallo en Ayutthaya. Su hijo, el rey Naresuan (1590-1605) se volcó en contra de los birmanos y hacia 1600 los forzó a salir del país y restauró la independencia.
Decidido a prevenir otra traición como la de su padre, Naresuan emprendió la unificación de la administración del país directamente desde la corte real en Ayutthaya. Terminó con la práctica de nombrar príncipes para gobernar las provincias de Ayutthaya, asignando en su lugar a oficiales de la corte quienes debían ejecutar las políticas dictadas por el rey. Subsecuentemente los príncipes reales estaban limitados a estar en la capital. Las luchas de poder continuaron, pero en la corte ante la atenta vista del rey.
Para asegurar su control sobre la nueva clase de gobernadores, Naresuan decretó que todos los hombres libres sujetos al phrai se habían convertido en phrai luang, directamente sujetos al rey, quien distribuía el uso de sus servicios a sus oficiales. Esta medida le dio al rey un monopolio teórico sobre la mano de obra y fomentó la idea de que puesto que el rey era dueño de todos los servicios de toda la gente, también era dueño de toda la tierra. Las oficinas ministeriales y gobernaturas, así como el “sakdi na” que les acompañaba, eran generalmente posiciones hereditarias dominadas por pocas familias unidas al rey mediante matrimonios. De hecho, los reyes tailandeses a menudo usaban el matrimonio para cimentar alianzas entre ellos y con familias poderosas, una costumbre que permaneció hasta el siglo diecinueve. Como resultado de esta política, el rey tenía generalmente docenas de esposas.
Aun con las reformas de Naresuan, la efectividad del gobierno real en los siguientes 150 años no debe sobreestimar. El poder real fuera de las tierras de la corona, aunque absoluto en la teoría, estaba limitado en la práctica por la holgura de la administración civil. La influencia de los ministros del gobierno central no era extensa hasta entrado el siglo diecinueve.

## Desarrollo éconómico
A los tailandeses nunca les faltó una rica fuente de alimento. Los campesinos plantaban arroz para consumo propio y para pagar impuestos. Todo lo que sobraba era usado para mantener instituciones religiosas. Sin embargo desde el siglo trece al siglo quince una transformación extraordinaria tuvo lugar en el cultivo de arroz tailandés. En las tierras altas, donde la lluvia tenía que ser suplementada con un sistema de irrigación que controlaba el nivel del agua en arrozales inundados, los tailandeses cultivaban arroz pegajoso (glutinoso) que sigue siendo el principal alimento en regiones geográficas del norte y del noreste. Pero el valle del Chao Phraya, los agricultores usaron una variedad de arroz diferente, el arroz llamado “arroz flotante”, un arroz delgado y no pegajoso traído de Bengala, que crece suficientemente rápido para seguir el ritmo de elevación del nivel de agua en los campos de las tierras bajas.
La nueva variedad crecía fácil y abundantemente, produciendo un excedente que se podía vender barato en el extranjero. Ayutthaya, situada en el extremo sur del valle se convirtió entonces en un centro de actividad económica. Bajo patrocinio real, se cavaron canales mediante trabajo obligatorio por los cuales se transportaba arroz de los campos a los barcos del rey para exportar a China. En el proceso se recuperó y se empezó a cultivar el delta del Chao Phraya, lodazales entre el mar y la tierra firme que hasta entonces se consideraban no habitables.

## Contactos con Occidente

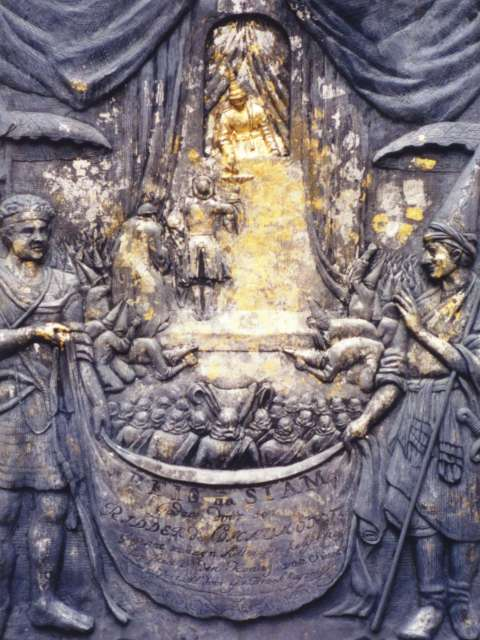
Plaqueta conmemorativa en Lopburi que muestra al rey Narai con embajadores franceses

En 1511 Ayutthaya recibió una misión diplomática portuguesa, que ese mismo año había conquistado Malaca. Estos fueron probablemente los primeros europeos que visitaban el país. Cinco años después de este contacto inicial, Ayutthaya y Portugal concluyeron un tratado que otorgaba permiso a los portugueses para comerciar en el reino. En 1592 un tratado similar otorgó a los neerlandeses una posición privilegiada en el comercio de arroz.
Los extranjeros fueron cordialmente bienvenidos en la corte de Narai (1657-1688), un monarca con visión cosmopolita que estaba no obstante receloso de la influencia exterior. Se forjaron importantes lazos comerciales con Japón. Se permitió que compañías de comercio neerlandesas e inglesas establecieran fábricas, y se enviaron misiones diplomáticas tailandesas a París y La Haya. Manteniendo todos estos lazos, la corte tailandesa utilizó hábilmente a los neerlandeses contra los ingleses y a los franceses contra los neerlandeses a fin de evitar la excesiva influencia de una sola potencia.
No obstante, en 1664 los neerlandeses usaron la fuerza para exigir un tratado concediéndoles derechos extraterritoriales así como acceso más libre al comercio. A requerimiento de su ministro de exteriores, el aventurero griego Constantinos Phaulkon, Narai le pidió ayuda a Francia. Ingenieros franceses construyeron fortificaciones para los tailandeses y construyeron un nuevo palacio para Narai en Lopburi. Adicionalmente, misioneros franceses se dedicaron a la educación y medicina trayendo la primera imprenta al país. El mismo Luis XIV se interesó por reportes de misioneros que sugerían que Narai podría convertirse al cristianismo.
No obstante, la presencia francesa fomentada por Phaulkon sucitó resentimiento y sospechas de los nobles tailandeses y del clero budista. Cuando se conoció que Narai estaba muriendo, un general, Phetracha, mató al heredero designado, un cristiano, e hizo matar a Phaulkon y a algunos misioneros. La llegada de barcos ingleses precipitó la matanza de más europeos. Phetracha, que reinó 1688-93, se apoderó del trono, expulsó a los extranjeros restantes y dio comienzo a un período de ciento cincuenta años durante el cual los tailandeses se aislaron conscientemente de contactos con Occidente.
A principios del siglo veinte, Tailandia, habiendo aprendido la lección de Birmania, país vecino militarmente más fuerte que no logró protegerse del Imperio británico en 1885, usó un enfoque flexible y transigente en sus relaciones exteriores con numerosos países occidentales y Japón.

## La fase final

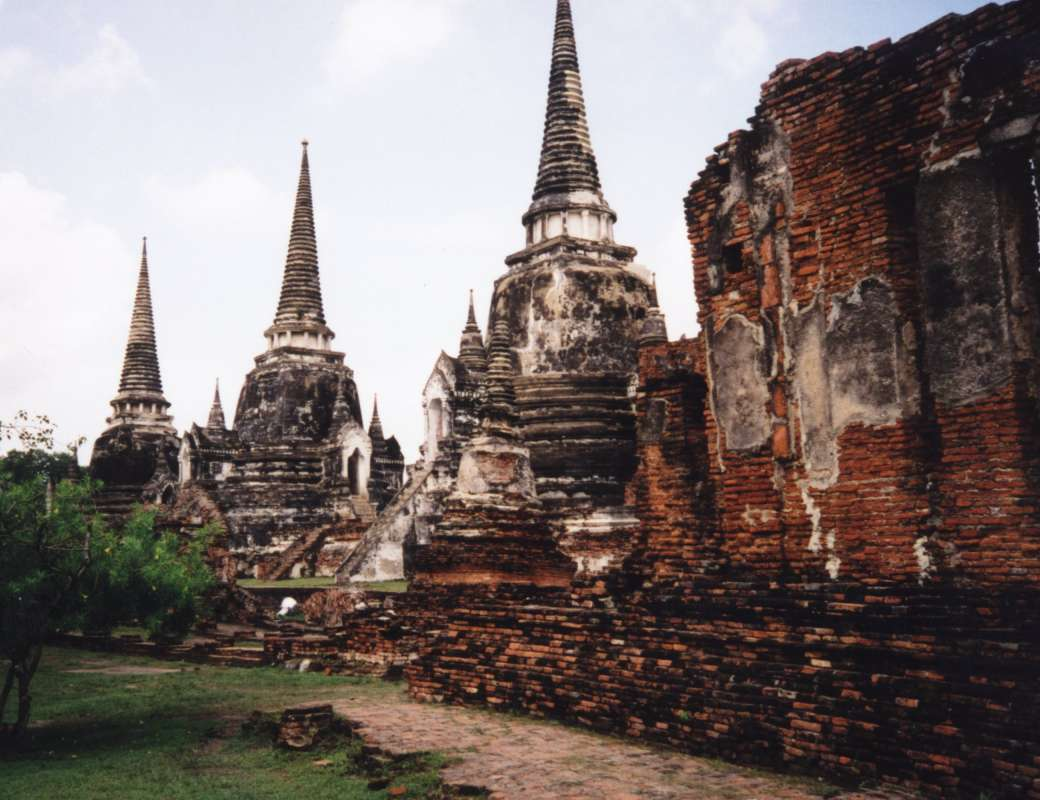
Tres pagodas en Wat Phra Si Sanphet que guarda los restos mortales de los reyes Borommatrailokanat, Borommarachathirat III y Ramathibodi II.

Después de un sangriento periodo de lucha dinástica, Ayutthaya entró en su época de oro, un periodo relativamente pacífico en el segundo cuarto del siglo dieciocho, en el que floreció el arte, la literatura y la enseñanza. Ayutthaya continuó compitiendo con Vietnam por el control de Camboya, pero una amenaza mayor vino de Birmania, donde la nueva dinastía Alaunghphaya había sojuzgado a los estados Shan.
En 1765 el territorio tailandés fue invadido por tres ejércitos birmanos que convergieron en Ayutthaya. Tras un largo sitio, la ciudad se rindió y fue quemada en 1767. Los tesoros artísticos de Ayutthaya, las bibliotecas con su literatura y los archivos que guardaban sus registros históricos fueron casi totalmente destruidos y la ciudad quedó en ruinas.
El país quedó en caos. Algunas provincias se proclamaron estados independientes bajo el mando de líderes militares, monjes oportunistas y cadetes miembros de la familia real. Sin embargo, los tailandeses escaparon la dominación birmana por una oportuna invasión china de Birmania y por el liderazgo de un comandante militar tailandés, Phraya Taksin.
Todo lo que resta de la antigua ciudad son algunas impresionantes ruinas del palacio real. El rey Taksin estableció la capital en Thonburi, a orillas del río Chao Phraya y al margen opuesto de la actual capital Bangkok. Las ruinas de la histórica ciudad de Ayutthaya y “pueblos históricos asociados” en el parque histórico de Ayutthaya han sido designado por la Unesco como Patrimonio Mundial. La ciudad de Ayutthaya fue refundada cerca de la antigua ciudad y es hoy la capital de la provincia Ayutthaya.

## Lista de soberanos de la dinastía Ayutthaya
- Ramathibodi I (anteriormente Príncipe Uthong) 1350-1369
- Ramesuan 1369-1370 (abdicó)
- Rey Boromma Ratchathirat I (Pangua) 1370-1388
- Príncipe Thong Lun 1388
- Rey Ramesuan 1388-1395 (segundo reinado)
- Rama Ratchathirat 1395-1409
- Rey Nakarinthara Thirat (Inthararatcha I) 1409-1424
- Rey Boromma Ratchathirat II (Samphraya) 1424-1448
- Boromtrailokanat 1448-1488
- Boromma Ratchathirat III (Inthararatcha II) 1488-1491
- Ramathibodi II (1491-1529)
- Boromma Ratchathirat IV 1529-1533
- Príncipe Ratsadatiratkumar 1533; niño rey
- Rey Chaiya Ratchathirat 1534-1546
- Príncipe Kaeofa (Or Yotfa) (regente adjunto 1546-1548); niño Rey & Reina Si Sudachan
- Rey Worawong 1548
- Rey Chakrapat (reinó 1548-1568) & Reina Suriyothai (d.1548)
- Mahintharathirat 1568-1569
- Sanpet I (Príncipe Maha Tammaratchathirat) 1569-1590
- Naresuan El Grande (Sanpet II) 1590-1605
- Sanpet III (Ekkatotsarot)1605-1610
- Sanpet IV (Príncipe Si Saowapak) 1610-1611
- Rey Boromma Ratcha I (Songtham) 1611-1628
- Boromma Ratcha II (Príncipe Chetthathirat) 1628-1629
- Rey Atitthayawong 1629; niño pero con el título Somdet Phra
- Rey Sanpet V (Prasat Thong) 1630-1655
- Rey Sanpet VI (Chai(Chao Fa Yai)) 1655
- Rey Sanpet IV (Si Suthammarat) 1655
- Narai el Grande 1656-1688
- Rey Petratcha 1688-1703
- Rey Sanpet VIII (Suriyentharathibodi, Luang Sorasak o Phrachao Sua ('El Rey Tigre')) 1703-1709
- Rey Sanpet IX (Phuminthararatcha o Tai-sra) 1709-1733
- Rey Boromarachathirat III (Boromma Kot) 1733-1758
- Boromaratchathirat IV (Utompon) 1758
- Rey Boromaratcha V (Suriamarin or Ekkathat) 1758-1767